# Landskapsflagga
En landskapsflagga är en flagga som representerar ett landskap, det vill säga en region i ett land som motsvarar en äldre administrativ indelning och har levt kvar av kulturella skäl. Landskapsflaggornas utseendemässiga karaktär skiljer sig något mellan olika länder.

## Officiella landskapsflaggor

Ålands landskapsflagga har officiell status och torde vara den enda landskapsflaggan som får användas som nationsflagga till sjöss.

Samtliga svenska landskap har vapenflaggor som är kvadratiska dukar med respektive landskaps officiella vapen. Vapnets sköldform finns inte med på flaggduken utan sköldfärgen fyller ut hela flaggduken. Flaggorna är alltså kvadratiska bilder motsvarande respektive landskapsvapen. Flaggorna är spridda i olika utsträckning i de olika landskapen, men förekommer både i officiella kommunala sammanhang, hos företag och i privata trädgårdar. Förhållandevis vanliga är de på ö-landskapen Gotland och Öland. Det är landskapsflaggorna med heraldiskt motiv, oftast från 1500-talet, som kan tillerkännas någon form av officiell ställning.
I Finland används normalt landskapsvimplar, så kallade husbondsvimplar, som har längsgående färgfält i respektive landskaps färger. Dessutom finns en särskild flagga för Åland, som på grund av Ålands särskilda ställning med självstyre rent av kan användas som nationsflagga till sjöss.
I Tjeckien har landets landskap flaggor med enkla färgfält i färger hämtade från landskapsvapnen. Man följer här en centraleuropeisk tradition som förekommer även i flera förbundslandsflaggor i Tyskland, Schweiz och Österrike.

Dalarnas flagga, Sverige
Gotlands flagga, Sverige
Härjedalens flagga, Sverige
Mährens flagga, Tjeckien
Normandiets flagga, Frankrike
Slavoniens flagga, Kroatien
Östergötlands flagga, Sverige
Västerbottens flagga, Sverige

## Inofficiella landskapsflaggor

Skånska flaggan används av Region Skåne vid sidan om regionens officiella flagga.

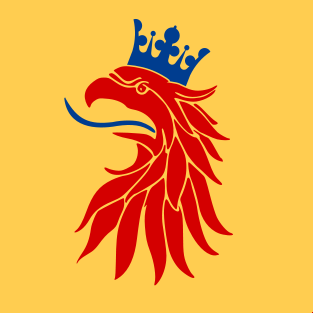
Skånes officiella landskapsflagga före år 1974. Därefter fastställdes en ny utformning för det skånska landskapsvapnet som pryder landskapsflaggan.

Några landskap tillskrivs dessutom inofficiella flaggor, tillkomna på privat initiativ, i Sverige till exempel den skånska flaggan som används i Skåne och kan sägas ha ett slags semiofficiell status eftersom den numera används av Region Skåne vid sidan av regionens egen, officiella vapenflagga med ett griphuvud. Den skånska flaggan är en väletablerad landskapssymbol för Skåne, flitigt använd och lanserad bland annat genom hembygdsrörelsen. Den introducerades som hembygdssymbol vid sekelskiftet 1900.
En annan flagga som används i sammanhang som sponsras av myndigheterna är Republiken Jamtlands flagga, som skapades 1983 vid Storsjöyran i Jämtland. Den är egentligen inte en landskapsflagga, eftersom den påhittade Republiken Jamtland anses omfatta hela Jämtlands län, det vill säga utöver landskapet Jämtland även större delen av landskapet Härjedalen och en del av landskapen Ångermanland respektive Hälsingland. I formellt korrekt mening skulle den således, om den vore officiell flagga för detta område, kallas för länsflagga. Flaggan används i stor utsträckning i området, samt på andra ställen i landet av människor med anknytning till Jämtland. Flaggan är även för vissa ett symboliskt uttryck för lokalpatriotism och självständighet samt kritik av den svenska centralmakten.
Det finns en mängd andra inofficiella landskaps- eller landsdelsflaggor i Sverige, mer eller mindre väletablerade. Många av dem är korsflaggor och somliga har funnits en tid och sedan mer eller mindre glömts bort.

## Flaggor för regioner
Det finns också andra flaggor, som står för vissa områden inom ett land och på så sätt kan jämföras med landskapsflaggor. Bland nordiska sådana flaggor kan nämnas Norrlands flagga och Bergslagens flagga. Tornedalens flagga och samernas flagga är också exempel på flaggor för nationella minoritetsgrupper.

Norrlands inofficiella flagga, korad i en tävling i tidningen Året Runt 1992.[3] Norrlandsförbundet hade emellertid valt en flagga med gult kors mot grön botten redan på tidigt 1970-tal, identisk med Ölands landskapsflagga som togs fram vid ungefär samma tid.
Tornedalens flagga